# Горний Ключ (Камчатський край)
Горний Ключ (рос. Горный Ключ) — сезонне селище, колишній населений пункт, у Бистринському районі Камчатського краю Російської Федерації. Мав статус окремого населеного пункту з 2005 по 2013 роки.
Населення становить 2 (2007) особи.
У селищі функціонує бальнеологічний комплекс і дитячий оздоровчий табір "Горний Ключ".

## Історія
До 1 червня 2007 року у складі Камчатської області, відтак у складі Камчатського краю.

## Населення
Населення селища постійно змінюється залежно від сезону. У 2007 році населення становило 2 особи.